# Bartolomeu Dias
Bartolomeu Dias ili Diaz (Algarve, oko 1450. – na moru kod Rta Dobre nade, 29. svibnja 1500.), portugalski pomorac i istraživač. Prvi je Europljanin koji je dospio 1488. do Rta dobre nade i kroz Atlantski ocean do istočne obale Afrike.
Gotovo ništa se ne zna o Diasovom ranom životu. Zna se da je potomak Dinisa Diasa.
1486. Diasu je povjerena ekspedicija od tri broda da istraži krajnji jug Afrike. S ostala dva broda su zapovjedali Joao Infante i Diasov brat (nepoznatog imena).
Krenuli su na put u travnju 1487. Nakon 6. siječnja 1488. Dias se odmaknuo od obale zbog velikog nevremena. Kada se nakon nekoliko dana vrijeme smirilo Dias je krenuo nazad prema kopnu. Međutim, kopno se nije vidjelo i Dias je samo plovio prema sjeveru. Došao je do kopna 
3. veljače.
Dias je oplovio oko Rta dobre nade. Vrijeme je bilo toliko loše da se rt nije vidio. Dias je na povratku a zbog lošeg vremena rt nazvao Cabo das Tormentas ( Olujni rt ). Kasnije ga je portugalski kralj Ivan II. preimenovao u Cabo da Boa Esperança (Rt dobre nade), jer se postao redovita plovna ruta za Indiju. Usprkos lošem vremenu Dias je došao i do ušća Velike riblje rijeke, na području današnje Južnoafričke Republike. Dias je tako postao prvi europljanin koji je plovio i istraživao na jugu Afrike.
Kada se nisu uspjeli sporazumiti s domorocima, došlo je do sukoba. Dias je prihvatio jednoglasni zahtjev svih časnika i pristao na povratak. Dias je dospio do istočne obale Afrike i zaključio da je ovaj put plovan i njime je moguće doći do Indije. Zanimljivo je de je Dias oplovio cijeli Rt dobre nade, ali je vidio njegovo kopno tek na povratku. Zatim se vratio u Portugal, vjerojatno u prosincu 1488. Nije poznato kako je Dias primljen kod kralja.
Godine 1497. Dias je zapovjedao jednim brodom u ekspediciji, od 5 brodova, Vasca da Game na putu u Indiju.
Godine 1500. Dias je zapovjedao jednim brodom u novoj ekspediciji od 13 brodova koju je predvodio Pedro Alvares Cabral. Krenuvši na istok, prvi su dospjeli do današnjeg Brazila. Tu su se zadržali svega 10 dana, a zatim su krenuli prema Indiji. Dias je nestao u nevremenu kod Rta dobre nade. U nevremenu su izgubljena 4 od 13 brodova.
Diasov unuk Paulo Dias de Novais je bio jedan od glavnih kolonizatora u južnoj Africi u 16. stoljeću.